# ورنژ
ورنیگس (به فرانسوی: Verneiges) یک کامین در فرانسه است که در کروز واقع شده‌است.

## خصوصیات
ورنیگس ۷٫۵۹ کیلومترمربع مساحت و ۹۷ نفر جمعیت دارد و ۱۸۵ متر بالاتر از سطح دریا واقع شده‌است.